# IISNA
IISNA (Islamic Information & Services Network of Australasia) è un'organizzazione islamica indipendente con sede a Coburg, un sobborgo di Melbourne (Australia). L'organizzazione è condotta da Samīr Mohtadī, anche conosciuto come Abū Ḥamza.

L'organizzazione è nota per essere sostenitrice dei movimenti tradizionalisti che si auto-definiscono Salafiyya. La Salafiyyah si è abbastanza diffusa in molte nazioni occidentali.
L'organizzazione originariamente era conosciuta come IISCA (Islamic Information & Sports Centre of Australia), ma si è divisa in due organizzazioni separate, IISCA (Islamic Information & Support Centre of Australia), condotta da Abū Ayman, ed IISNA. I due gruppi sono ideologicamente simili in quasi tutti gli aspetti e regolarmente lavorano insieme negli eventi e nelle conferenze. Una possibile riunione fra i due gruppi però non sembra probabile adesso.

## Abū Ḥamza
Abū Ḥamza, pseudonimo di Samīr Mohtadī, ha condotto l'IISNA sin dall'inizio. La sua famiglia è di origini libanesi, ma è stato cresciuto in Australia. Il nonno di Abū Ḥamza era originalmente un cristiano Maronita che ha abbracciato l'Islam ad un'età giovane.